# ノルディック・アビエーション・キャピタル
ノルディック・アビエーション・キャピタル (Nordic Aviation Capital, NAC) は、主にターボプロップ機の購入と販売、リースを行うアイルランドの企業。世界5か国に事務所を開設しており、2020年時点でのコミューター航空会社向け機体の保有数は500機以上、50か国75以上の顧客との取引があり、ATR機の保有数では最大、リージョナル航空機分野でのリース規模は世界一である。

## 歴史
1990年、マーティン・モラー・ニールセンによってデンマークのスキーヴェに設立された。1993年にフランスの航空機メーカーであるランス・アビエーション・インダストリーズから30機のランス-セスナ F406 キャラバンIIを購入し主要取引が開始されており、その後、F406 キャラバンIIはレンタルや転売が行われている。2000年には30席以上のキャパシティを持つターボプロップ機の購入に注力し始めており、翌年に初となるATR 42を購入した。
2004年、本社機能をビルン空港へ移転し、アイルランドクレア県にあるシャノン空港に事務所を開設。2018年に本社移転計画を表明し、アイルランドのリムリックにあるガーデン・インター・ナショナルが開発した新ビルへと移転した。後にアイルランドに80名、世界に220名の従業員を抱えるに至った。
2008年にはレゴ創業者一族のクリスチャンセン家が運営する持株会社であるキアクビ (Kirkbi A/S) と共同で39機のATR 72を購入してアメリカン航空へのリースを行い、これによって得た利益により大きく資産が形成された。2010年にはリースされた機体が150機以上、資産は10億ドルに達した。
2010年、デンマークの投資家が合同で設立した航空会社ジェットタイムの25パーセントの株式をニールセンが譲り受けたことにより、リース会社が航空会社を所有する初のケースとなった。なお、ジェットタイム設立時に4機の機体提供を行ったのもNACであった。
2011年には、当社では初となる新規契約として、ATR 72-600を10機受領し、さらに10機の追加オプション契約をATRと締結。その翌年にはガルーダ・インドネシア航空へのリース機であるボンバルディア CRJ NextGenを12機購入したことで総保有数は200機を超え、2013年のパリ航空ショーにおいてATRに対し当社として最大となる90機の新規発注を行い、総額21億ドルを支払った。
2014年、イングランドで開催されたファーンボロー国際航空ショーでは、ATR 42-600型75機の新規契約を締結。
2015年8月、スウェーデンの投資ファンドEQTパートナーズが当社株式の半数を買収したことにより、EQTおよびキアクビとの提携を発表。ニールセンは110億クローネの売却資金を得たが、その後も引き続き取締役会長を務めている。アメリカの航空機リース会社であるエア・リース・コーポレーションからATR 42/72-600を25機、エンブラエル E-Jet 175/190を25機購入。
2016年、保有機数が350以上となった。
2017年、ニューヨークの信用格付け会社、クロール・ボンド・レイティング・エージェンシーからBBB+の認証を得た。
2019年6月17日より開催されたパリ航空ショーでは、ATRと105機以上の契約、エアバスとエアバスA220 20機の発注覚書書 (LOI) を取り交わした。シンガポールのソブリン・ウエルス・ファンド「シンガポール政府投資公社」が株主として加わった。
新型コロナウイルス感染症の世界的流行の影響により、2021年12月20日付で連邦倒産法第11章に基づき破産したが、大半の債権者との間で再建支援契約を締結した。最大手となる債権者が新規資本を注入することで事業は継続され、リースや航空機の納入も通常通り行われることが発表された。

## 保有機体
2019年6月時点での保有機数（マネージメント含む）
- ATR 42 - 33機
- ATR 72 - 156機
- デ・ハビランド・カナダ DHC-8 (100/200/300/400）- 90機
- ボンバルディア CRJ (900/1000) - 23機
- エアバスA220-300 - 7機
- エンブラエル E-Jet (E190/195) - 144機
- エンブラエル E-Jet (E170/175) - 27機